# كلايد واشنطن
كلايد واشنطن (بالإنجليزية: Clyde Washington)‏ هو لاعب كرة قدم أمريكية أمريكي، ولد في 21 مارس 1938 في Carlisle, Pennsylvania ‏ في الولايات المتحدة، وتوفي بنفس المكان في 29 ديسمبر 1974.

## وصلات خارجية
- كلايد واشنطن على موقع مرجع كرة القدم المحترفة.كوم (الإنجليزية)